# Nungar Tsikuatseli
Nungar (Nikos) Tsikuatseli (gr. Νουγκάρ (Νίκος) Τσικουατσέλι; ur. 2 marca 1970) – grecki zapaśnik walczący w stylu wolnym. Olimpijczyk z Atlanty 1996, gdzie zajął czternaste miejsce w kategorii 48 kg.
Czwarty na mistrzostwach Europy w 1996 roku.
- Turniej w Atlancie 1996

Pokonał Gheorghe Corduneanu z Rumunii a przegrał z Vitalie Raileanem z Mołdawii i Amerykaninem Robem Eiterem.